# Darlenis Obregón
Darlenis Obregón, és una esportista colombiana de l'especialitat d'atletisme que va ser campiona de Centreamèrica i del Carib a Mayagüez 2010.

## Trajectòria
La trajectòria esportiva de Darlenis Obregón s'identifica per la seva participació en els següents esdeveniments nacionals i internacionals.

### Jocs Centreamericans i del Carib
Va ser reconegut el seu triomf de ser la primera atleta amb el major nombre de medalles de la selecció de  Colòmbia
en els jocs de Mayagüez 2010.

#### Jocs Centreamericans i del Carib de Mayagüez 2010
El seu acompliment en la vintena primera edició dels jocs, es va identificar per ser la primera esportista de la disciplina d'atletisme, amb el major nombre de medalles entre tots els atletes participants, amb un total de 3 medalles:

- , Medalla de plata: 4x100m
- , Medalla de plata: 4x400m
- , Medalla de bronze: 200m